# 슈퍼스타 서바이벌

《슈퍼스타 서바이벌》은 SBS TV에서 방송된 예능 프로그램이며, 2006년 3월 18일부터 2006년 5월 20일까지 방송되었다. 6500여 명이 참가했으며, 이준호, 옥택연, 한선화 등 많은 아이돌들이 이 프로그램 출신이다.

## 소개
한국 7개 도시와 미주지역 5개 도시에서 실시되는 사전 오디션을 통해 선발된 12명의 참가자 중 가창, 외모, 연기, 춤 다양한 테스트를 거쳐 최후의 1인을 뽑는 스타 양성 오디션 프로그램

## 결과
- 우승 : 이준호
- 준우승 : 이혜윰
- 3위 : 장미 (Top10에서 탈락했으나 Top5 경연을 앞두고 부활)
- 4위 : 이신혜
- 공동 5위 : 신현진 (1991.5.29 ~), 맹한준
- 7위 : 옥택연 (Top12에서 탈락했으나 Top5 경연을 앞두고 부활
- 8위 : 정민주
- 공동 9위 : 강소연, 한선화
- 11위 : 박수화
- 12위 : 황찬성

## 네트워크 방송사
- 2006년 5월 14일부터 개칭한 KNN 부산경남방송의 경우, 방송 당시 PSB 부산방송 명칭을 2006년 5월 13일까지 표기했다.

| 방송 권역        | 방송사                          |
| ---------------- | ------------------------------- |
| 수도권           | SBS (프로그램 제작국)           |
| 부산/경남권      | PSB 부산방송 → KNN 부산경남방송 |
| 울산권           | ubc 울산방송                    |
| 대구/경북권      | 대구경북 TBC                    |
| 대전/충남/세종권 | TJB 대전방송                    |
| 충북권           | CJB 청주방송                    |
| 전북권           | JTV 전주방송                    |
| 광주/전남권      | kbc 광주방송                    |
| 강원권           | GTB 강원민방 (현 G1)            |
| 제주권           | JIBS 제주국제자유도시방송       |

## 동일 소재 프로그램

### 서바이벌 오디션
- 슈퍼스타K 시리즈 (Mnet)
- 스타 오디션 위대한 탄생 시리즈 (MBC 예능본부 제작)
- K팝스타 시리즈 (SBS 예능본부 제작)
- Show Me The Money 시리즈 (Mnet)
- PRODUCE 101 (2016, Mnet)
- PRODUCE 101 시즌 2 (2017, Mnet)
- PRODUCE 48 (2018, Mnet)
- PRODUCE X 101 (2019, Mnet)
- 소년24 (2016, Mnet)
- 아이돌학교 (2017, Mnet)
- 아이돌 리부팅 프로젝트 더 유닛 (2017, KBS 예능본부 제작)
- 믹스나인 (2017, JTBC)
- 언더나인틴 (2018, MBC 예능본부 제작)
- 슈퍼밴드 (2019, JTBC)
- 보이스퀸 (2019, MBN)
- 내일은 미스트롯 (2019, TV조선 예능본부 제작)
- 내일은 미스트롯 2 (2020, TV조선 예능본부 제작)
- 내일은 미스터트롯 (2020, TV조선 예능본부 제작)
- 트롯신이 떴다 (2020, SBS 예능본부 제작)
- 트로트퀸 (2020, MBN)
- I-LAND (2020, Mnet)
- 트로트의 민족 (2020, MBC 예능본부 제작)
- 트롯 전국체전 (2020, KBS 예능본부 제작)
- 보이스킹 (2021, MBN)

### 트로트 소재 예능
- 트로트 엑스 (2014, Mnet)
- 놀면 뭐하니? - 뽕포유 (2019, MBC 예능본부)
- 나는 트로트 가수다 (2020, MBC 에브리원)
- 트롯신이 떴다 (2020, SBS 예능본부 제작)
- 보이스 트롯 (2020, MBN)